# Monodontomerus cubensis
Monodontomerus cubensis är en stekelart som beskrevs av Charles Joseph Gahan 1941. Monodontomerus cubensis ingår i släktet Monodontomerus och familjen gallglanssteklar.
Artens utbredningsområde är Kuba. Inga underarter finns listade i Catalogue of Life.